# Ko Ko Naing
Ko Ko Naing ist ein myanmarischer Fußballspieler.

## Karriere
Ko Ko Naing steht seit mindestens 2017 bei Hanthawaddy United unter Vertrag. Wo er vorher gespielt hat, ist unbekannt. Der Verein aus Taungoo spielte in der ersten Liga des Landes, der Myanmar National League. 2020 wurde der Torwart mit dem Verein myanmarischer Vizemeister.

## Erfolge
- Myanmarischer Vizemeister: 2020